# Chinese (militærbase)
Chinese ("kinesisk") er en militærbase i Ghormach-distriktet i Faryab-provinsen i Afghanistan.
Mindst 21 soldater døde, og den 13. august 2018 overgav de sidste 40 soldater - fra Afghan National Army - sig til Taliban, skrev The New York Times.
Tidliger hed militærbasen "FOB Ghowrmach" og "FOB Ghormach"; Den var underordnet ISAF; ISAF ophørte i desember 2014.
Etymologi: Navnet på militærbasen relaterer til a long-abandoned Chinese development project, skrev medierne.

## Literatur
- Nordmenn i krig, VG Helg, 14. august 2010, s. 16-28